# Acacia praetermissa
Acacia praetermissa är en ärtväxtart som beskrevs av Mary Douglas Tindale. Acacia praetermissa ingår i släktet akacior, och familjen ärtväxter. Inga underarter finns listade i Catalogue of Life.